# ブルネイのイスラム教

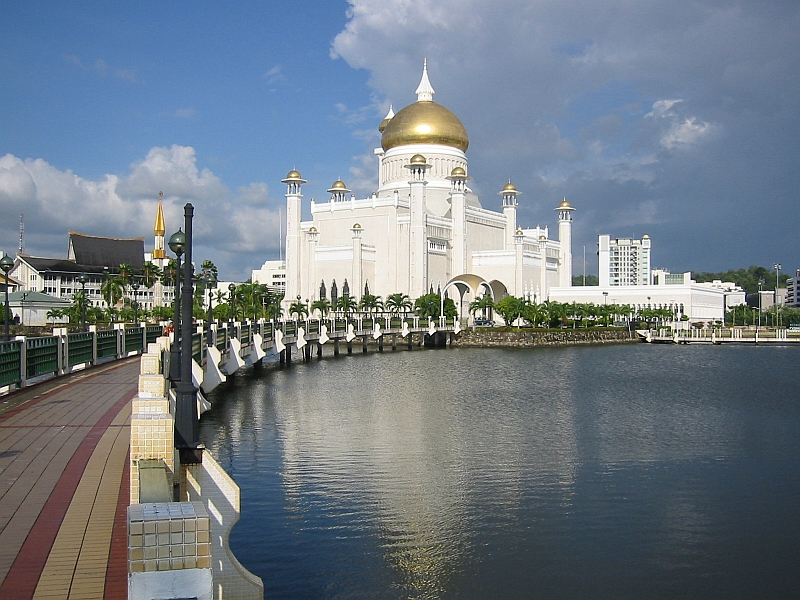
ブルネイの大モスク

本項目ではブルネイのイスラム教について記述する。

## 概要
「マレー主義、イスラム国教、王政擁護」（英称の頭文字を取って「MIB」ともいう）を掲げる立憲君主制のため、総人口の64%はムスリムである。そのうちイスラム法学ではスンナ派シャーフィイー学派を信奉するマレー系が大勢を占めるが、他にはケダヤン族（先住部族集団）や中国人の改宗者が挙げられる 。

## 歴史
14世紀末にマレー系のアラク・ベタタール王がイスラム教に改宗し、初代スルタン・モハマッドに就くと同教が導入。スルタンは慣習としてイスラム教の伝統を遵守する責任を負っていたが、その責任は専ら官僚に委ねられていた。
1930年代以降、スルタンは石油や天然ガスからの豊富な収入を基に、巡礼への補助金支給やモスク建設、宗教問題省の発展をはじめ、イスラム教の振興や社会福祉制度の拡充を図っている。

## モスク

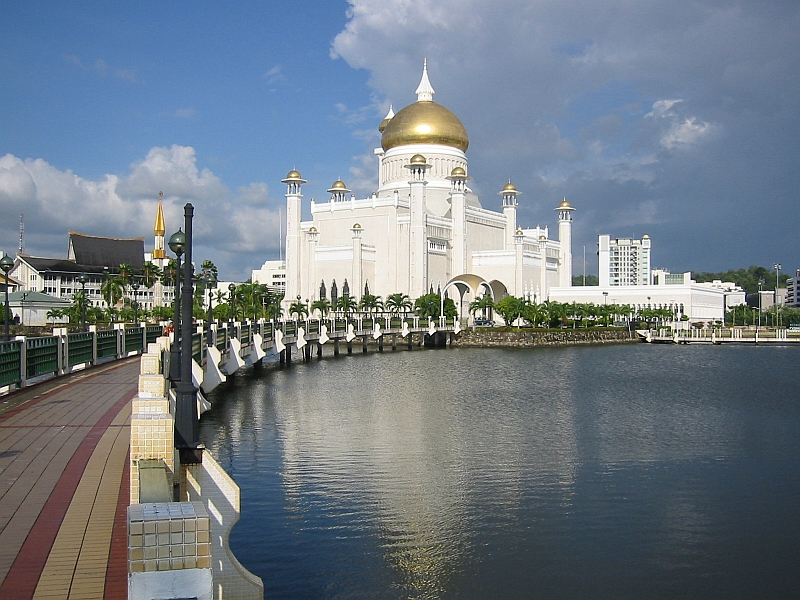
スルターン・オマール・アリ・サイフディーン・モスク

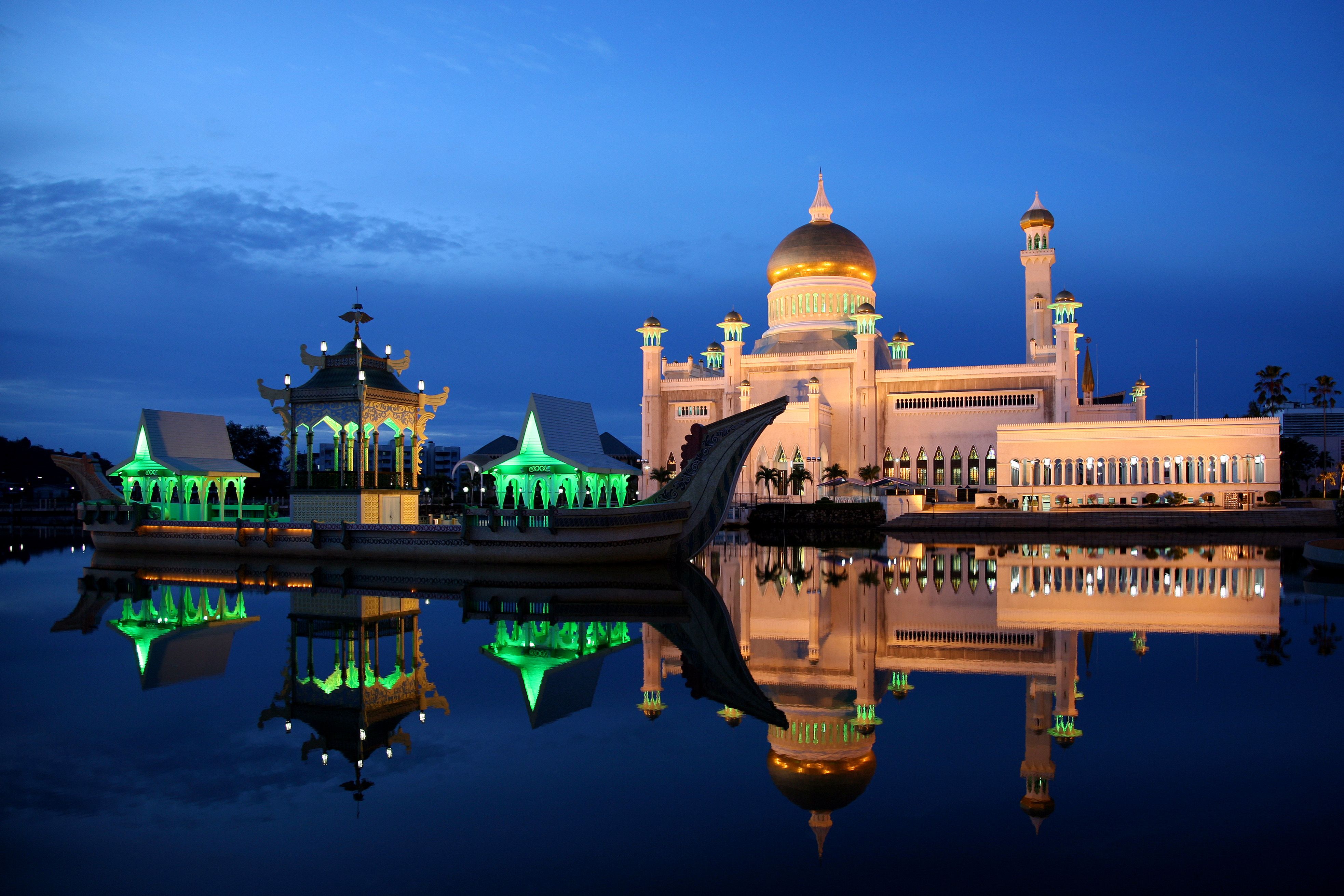
夜ライトアップされたスルターン・オマール・アリ・サイフディーン・モスク

首都バンダルスリブガワンには、以下に掲げる代表的なモスクが存在する。
- スルターン・オマール・アリ・サイフディーン・モスク（通称・オールドモスク） - オマール・アリ・サイフディーン前国王治世期の1958年に完成[7]。イタリアの大理石やペルシア絨毯、イギリス製のステンドグラスをはじめ、世界各地から取り寄せた最高級の建材や調度品を所蔵[7]。夜間はカクテル光線で照らし出され、幻想的な雰囲気を醸し出す[7]。

- ジャミヤシル・ハサニル・ボルキア・モスク（通称・ニューモスク） - 現在のハサナル・ボルキア国王即位25周年を記念し、1994年に完成[7]。本堂とドームは純金でできており[8]、約5000人が収容可能な巨大な礼拝堂があるなど、豪華絢爛な造りとなっている[7]。

## 祝祭日
イスラム教関連の祝祭日は下表の通り。
| 日付              | 日本語表記         | 現地語表記                   |
| ----------------- | ------------------ | ---------------------------- |
| 2月26日           | ムハンマド降誕祭   | Birthday of Prophet Mohammad |
| 7月10日           | ムハンマド昇天祭   | Israk Meraj                  |
| 8月11日           | 断食月の初日       | First Day of Ramadan         |
| 8月27日           | コーラン啓示の祝日 | Revelation of Holy-Quran     |
| 9月10日 - 9月13日 | 断食明け大祭       | Hari Raya Aidilfitri         |
| 11月16日          | 犠牲祭             | Hari Raya Aidil Adha         |
| 12月7日           | イスラム暦新年     | Islamic New Year             |

## シャリーア
ボルキア国王は2013年10月22日、姦通罪に対する石打ちや窃盗犯の手の切断など、シャリーア（イスラム法）を根拠とするハッド刑を盛り込んだ新法を、2014年4月より施行すると発表した。
一連の刑罰はムスリムにのみ適用されるが、国王は新法を「神の教えに導かれたもの」として、「ブルネイはイスラムを国教に選んだのであって、（法施行に当たっては）誰からの許可も求めない」と述べている。
なおこれに伴い、同性愛行為に死刑が適用される可能性が出ていた。過去麻薬犯罪などで死刑判決が言い渡されたことがあるものの、アムネスティ・インターナショナルによると、実際に執行された例は1957年が最後とされ、1984年の独立以後は行われていないという。
その後、2019年4月3日よりシャリーアは同国内で完全施行された。この刑法は外国人や非イスラム教徒であっても適用される規定であり、ブルネイ在住の外国人や旅行者も適用対象となるほか、ブルネイ航空機やブルネイ船籍船舶における行為も対象となる。同性愛行為などでも死刑が適用され、さらに残虐な石打ち刑や手足の切断刑が含まれることから、欧米諸国からの強い批判があり、一部のセレブリティなどではブルネイ資本のホテルの利用をボイコットする動きも見られた。各国大使館でもブルネイでのシャリーア適用に関し、同国への旅行者などに注意喚起が出されている。
ブルネイ国王のハサナル・ボルキアはこの国際的な批判や懸念に対して「誤解によって懸念が起きている。誤解が払拭されれば法の利点は明らかになる」「シャリア刑法についても同様の措置をとる」として死刑も含めたシャリーアへのモラトリアムを継続する考えを示している。

## ハラール食品
第一次資源産業省は2009年より、ハラール（イスラム法によりムスリムが摂取可能なもの）の食材を扱う工業団地「アグロ・テクノロジー・パーク」（ＡＴＰ）を、首都バンダルスリブガワン郊外に開設
。ハラール食品の研究開発や加工、物流の各拠点を目指し、ＡＴＰで生産された食品を「ブルネイ・ハラール・ブランド」としても認証するという。
石油や天然ガスといった地下資源の将来的な枯渇に備え、需要が高いハラール食品の国際的な生産や加工の一大拠点としての地位獲得を進め、これらを経済の中心に据える方針である。
また2013年に入ると、大阪大学大学院工学研究科がハラール食品研究センターと共同で、ハラール食品であるかどうかを検査する技術の研究を開始。遺伝子などを用いて、イスラム教で禁忌とされる豚肉や酒類が混入していないかを調べるとしている。